# Heinrich Irmann
Heinrich Otto Irmann (* 28. Mai 1849 in Eipel, Königreich Böhmen; † 22. September 1915 in Breslau, Provinz Schlesien) war ein böhmischer Landschafts- und Dekorationsmaler sowie Lithograf, ab 1882 ein Lehrer der Kunstgewerbeschule in Breslau.

## Leben
Ab 1865 erhielt Irmann eine künstlerische Ausbildung in verschiedenen Werkstätten für dekorative Malerei in Böhmen und Deutschland sowie auf Studienreisen. Gefördert durch ein Staatsstipendium bildete er sich ab 1871 am Österreichischen Museum für Kunst und Industrie in Wien fort, drei Jahre bei Ferdinand Laufberger (Zeichnen und Malen nach lebendem Modell und der Antike), dann ein Jahr bei Friedrich Sturm (Malen von Tieren, Pflanzen und Ornamenten). Ab etwa 1875 hatte er eine eigene Werkstätte in Wien. Als ausgebildeter Meister ließ er sich bei August Eisenmenger an der Wiener Akademie fortbilden.
1882 berief ihn die Königliche Schule für Kunst und Kunstgewerbe in Breslau. Dort lehrte er von 1885 bis 1915 als Leiter der Fachklasse für dekoratives Malen. 1890 wurde er zum Professor ernannt. Nach Studienaufenthalten in Karlsruhe (1903) leitete er ab 1907 auch eine Klasse für Lithografie. Von Oktober 1902 bis März 1903 hatte er mit Carl Ernst Morgenstern interimsweise die Leitung der Schule inne. Zu seinen Schülern zählte Adolf Münzer.
Irmann war Mitglied des Vereins für Geschichte der bildenden Künste, des Schlesischen Kunstvereins (1892–1915 in dessen Ausschuss), des Kuratoriums des Schlesischen Museums der Bildenden Künste, des Breslauer Künstler-Vereins sowie von 1898 bis 1904 des Kunstgewerbe-Vereins zu Breslau.
In Öl, Aquarell, Gouache und Pastell schuf Irmann Bildnisse, Stillleben, Blumenstücke sowie zahlreiche Landschaften und Veduten, insbesondere aus Breslau und Schlesien (ab 1902 oft auch lithografiert). Außerdem zeichnete, aquarellierte oder lithografierte er Adressen, Diplome, Programme, Einladungsschreiben sowie Annoncen in Formen der Neorenaissance und des Neobarock. Auch entwarf er für die Breslauer Firma Moritz Wentzel ein ausgefallenes Rokoko-Glasservice und eine Plakette zum 100-jährigen Bestehen dieser Firma, ferner Applikationsstickereien, Plakatentwürfe und Dekorationen zu Künstlerfesten.
Irmann war seit 1887 verheiratet mit Elisabeth Maria Karoline Theresia, geborene Thal. Das Paar hatte zwei Kinder, darunter Roland Irmann.